# Ghostbusters: Afterlife
Ghostbusters: Afterlife (Cazafantasmas: más allá en España y Ghostbusters: el legado en Hispanoamérica) es una película estadounidense de 2021, dirigida y coescrita por Jason Reitman y Gil Kenan. Es una secuela directa de Los cazafantasmas de 1984. Esta comedia de género sobrenatural está ambientada en el universo original de Los cazafantasmas, sin tomar en consideración la película reboot de 2016. 
La película está producida por Bron Creative (también involucrados en la producción de la película Joker), en conjunto con Ghost Corps, Right of Way Films, The Montecito Picture Company, Brillstein Entertainment Partners con el patrocinio de Columbia Pictures bajo distribución de Sony Pictures Entertainment.
Su estreno estaba previsto para el 10 de julio de 2020, sin embargo fue pospuesto hasta el 5 de marzo de 2021 debido a la pandemia de COVID-19. Luego retrasaron la película hasta el 19 de noviembre de 2021. La cinta fue estrenada el 18 de noviembre en Hispanoamérica.

## Argumento
37 años después del "cruce de rayos protónicos y la derrota de Gozer el Gozeriano en Nueva York en 1984", el miembro fundador de los Cazafantasmas, Egon Spengler, se mudó a Summerville, Oklahoma, donde él sospechaba que estaban ubicadas las operaciones mineras del cultista gozeriano Ivo Shandor. Egon captura una entidad espectral en una de las minas, con el objetivo de usarla para atraer a un fantasma más grande hasta su granja, donde le ha tendido una trampa. Cuando la trampa falla, corre dentro de su casa de campo y esconde la trampa fantasma que contenía al espectro en un lugar secreto del suelo. Egon coge un medidor PKE y se sienta en un sillón, como si hubiera aceptado su destino. De repente, una niebla se desliza en el interior de la casa y, poco a poco, se transforma en la sombra de una bestia. Cuando parece que va a atacar a Egon, la sombra se desvanece. Entonces, el medidor PKE se activa y unas garras salen del sofá y agarran a Egon, quien muere de un infarto. La sombra se marcha de la casa con la forma de un cometa. El medidor PKE, que yace debajo del sofá donde estaba sentado Egon, se enciende.
Mientras tanto, Callie, la hija distanciada de Egon, y sus dos hijos, Trevor y Phoebe, son desalojados de su casa. Sin otro lugar donde quedarse, no les queda otra opción que mudarse a la granja de Egon localizada en las afueras de Summerville. Janine Melnitz le informa a Callie que Egon dejó una montaña de deudas. En el pueblo, Trevor conoce a Lucky, una chica local que trabaja en un restaurante (de quien se enamora). A su vez, Phoebe es inscrita en la escuela de verano del pueblo donde conoce y se hace amiga de Podcast, un chico al que le encanta lo paranormal y los misterios. Ambos quedan bajo el cuidado de Gary Grooberson, su excéntrico profesor de ciencias. 
Mientras revisa las pertenencias de Egon, Phoebe descubre que su casa está encantada y encuentra un medidor PKE, y un fantasma invisible la conduce hasta donde estaba escondida la trampa de fantasmas. A su vez, mientras indagaba por la propiedad, Trevor encuentra el Ecto-1 en un garage. Lucky lleva a Trevor a una vieja mina en la cima de una montaña, donde algo se ha escapado. Phoebe lleva la trampa fantasma a la escuela para mostrársela a Podcast, quien la trata de abrir sin éxito. Al ver la trampa, Gary se revela a sí mismo como un admirador de los Cazafantasmas y les revela a los dos muchachos que Summerville ha estado experimentando una serie de terremotos a pesar de no estar en un epicentro, sospechando que fue causado por algo sobrenatural. Debido a la curiosidad, Gary, Phoebe y Podcast abren la trampa fantasma y una entidad con forma de bestia escapa a la mina de Shandor. Gary se sorprende al ver a la entidad. Asustado y intrigado, Podcast le dice a Phoebe que su abuelo era un miembro de los Cazafantasmas. Avergonzado, Gary lleva a los jóvenes de vuelta a la granja, donde conoce mejor a Callie.  
El fantasma invisible lleva a Phoebe a una guarida subterránea donde Egon guardaba su equipo de Cazafantasmas. Al darse cuenta de que el fantasma es su abuelo, Phoebe repara un paquete de protones bajo su dirección y lo prueba junto a Podcast al día siguiente. En medio de la prueba, ambos escuchan ruidos y entran en una fábrica abandonada, donde se encuentran con Muncher, el fantasma devorador de metales. Phoebe lo atrapa, pero cuando Podcast va a lanzar la trampa para atraparlo, esta se voltea y le da a Muncher el tiempo suficiente para escapar y huir a Summerville. En el garaje, Trevor consigue reparar el Ecto-1, y emocionado por tener un coche, recorre a toda velocidad los campos de cereales hasta salir a la carretera, donde se topa con Phoebe y Podcast. Tras una larga persecución por todo el pueblo, capturan con éxito a Muncher, pero la policía los arresta por daños a la propiedad, confiscando el Ecto-1 y el equipo de los Cazafantasmas. Phoebe usa la única llamada que tienen para contactar a Ray Stantz.
Stantz se enemistó con Egon cuando este no le creyó su teoría sobre el posible regreso de Gozer y le cuenta que al disminuir la actividad espectral en Nueva York, los Cazafantasmas tomaron caminos diferentes: él se quedó con la tienda de ocultismo, Peter Venkman se convirtió en profesor universitario de publicidad y mercadeo, mientras que Winston Zeddemore se convirtió en un acaudalado empresario. Ray le dice a Phoebe que Egon desapareció años atrás llevándose consigo el Ecto-1, los equipos de protones, los uniformes y las trampas antes de mudarse a Summerville para intentar evitar que Gozer regresase. Antes de que el tiempo se agote, Phoebe logra decirle a Ray que ella es nieta de Egon. 
Al tener que recogerlos de la cárcel, Callie regaña a sus hijos. Phoebe pregunta por su equipo, pero el sheriff (que causalmente es el padre de Lucky) les dice que no se lo devolverán. Phoebe les dice que pronto vendrán más fantasmas, pero los ayudantes del sheriff no la creen y encima se burlan de su abuelo. Harta, Phoebe agarra la pistola de protones y amenaza al sheriff. Callie logra quitarle el artefacto a su hija y la manda al coche. En casa, ambas discuten sobre los motivos de Egon para venir a ese pueblo. Mientras, Gary está en el supermercado comprando helado. Cuando pasa por un pasillo, una bolsa comienza a moverse y de ella salen los Stay-puft, quienes empiezan a romper todo. Gary intenta escapar, pero se topa con un ser muy parecido a un perro, quién lo persigue hasta su auto y aparentemente, lo mata. Trevor, Phoebe, Lucky y Podcast regresan a la mina, donde encuentran un templo dedicado a Gozer. También encuentran el cuerpo de Ivo Shandor, una piedra con una secuencia de años donde ocurrieron tragedias importantes como la Erupción del Krakatoa , el fin de la Segunda Guerra Mundial o la batalla de los Cazafantasmas contra Gozer en 1984, lo que parece ser al mismo tiempo una cuenta atrás, debido a la presencia del presente 2021 en la secuencia, y una trampa que Egon había preparado para contener cualquier posible incursión de Gozer. En la granja, Callie descubre el medidor PKE y el fantasma de su padre la guía hasta la guarida subterránea, donde Callie descubre muchas fotos suyas, haciéndola entender que, aunque no estuviese a su lado, Egon siempre la tenía presente en su cabeza. En ese momento, un perro idéntico al que atacó a Gary se aparece y la ataca. Ahora, ambos están poseídos por los secuaces de Gozer, Vinz Clortho el maestro de llaves y Zuul la guardiana de la puerta, respectivamente, y corren hacia la mina de Shandor. El maestro de llaves, usando el cuerpo de Gary, destruye la trampa de Egon, lo que permite que Gozer se manifieste y que Ivo Shandor se despierte. Shandor suelta una diatriba sobre la dominación mundial, pero Gozer lo ignora, lo mata partiéndolo en dos y toma su trono en el templo. Phoebe, Trevor, Lucky y Podcast descubren el plan de Egon para atrapar a Gozer. Con el caos sobrenatural distrayendo a la ciudad, recuperan el equipo incautado y vuelven a entrar en la mina para ponerlo en práctica. Podcast atrapa a Zuul, lo que hace que la forma de Gozer se resquebraje. Callie se recupera y huyen de la mina a la granja de Egon para llevar a Gozer allí, pero la trampa que Egon construyó falla y Gozer saca a Zuul de la trampa fantasma. Zuul posee a Lucky, y Gozer es restaurada.
Justo cuando Gozer se prepara para matar a Phoebe y Callie, Ray llega con Peter Venkman y Winston Zeddemore para ayudar a los Spenglers. Los Cazafantasmas intentar hacer lo mismo que hace 37 años, pero fallan cuando Gozer se libera al descruzar sus rayos. Antes de que Gozer mate a todos, Phoebe se pone el paquete de protones y le da a Gozer un disparo de advertencia. Esta usa sus rayos para atacarla, pero Phoebe contraataca. Los rayos de Gozer y el rayo de Phoebe se cruzan y se empujan mutuamente. La fuerza de Gozer hace que Phoebe empiece a resbalar debido a la arena. Cuando parece que Gozer va a matarla, el fantasma de Egon se materializa a su lado para ayudar a mantener firme su rayo. Los antiguos Cazafantasmas atacan de nuevo y atrapan a Gozer. Trevor alimenta el generador con su paquete de protones, y las trampas se activan. Callie pisa el pedal y las trampas se abren, atrapando a Gozer, Zuul, Vinz Clortho y el resto de fantasmas dentro de ellas. Tras ganar, Egon abraza a Callie, Trevor y Phoebe, y se reconcilia con sus antiguos colegas antes de partir al más allá. Posteriormente, los Cazafantasmas regresan a la ciudad de Nueva York con su Ecto-1.
En las escenas en medio de los créditos, se revela que Venkman y Dana Barrett viven juntos y juegan con las tarjetas ESP de Venkman (y la máquina de choque), mientras que Winston ahora posee el antiguo cuartel de los Cazafantasmas, patrocina la tienda de ocultismo de Ray y tras restaurar el Ecto-1, pretende revivir al grupo. Cuando regresa a su antiguo cuartel, la vieja unidad de contención debajo de la estación de bomberos comienza a reactivarse, parpadeando una luz en rojo, dando a entender que un nuevo peligro se acerca.

## Reparto
- Mckenna Grace es Phoebe Spengler, hija de Callie y nieta de Egon
- Finn Wolfhard es Trevor Spengler, hijo de Callie y nieto de Egon
- Carrie Coon es Callie Spengler, madre soltera e hija del fallecido Dr. Egon Spengler
- Paul Rudd es el Profesor Gary Grooberson
- Logan Kim es Podcast, el compañero de clase de Phoebe
- Celeste O'Connor es Lucky Domingo, compañera de trabajo de Trevor
- Annie Potts es Janine Melnitz
- Bokeem Woodbine es el Sheriff Domingo, oficial de policía local y padre de Lucky
- Marlon Kazadi como Thickneck
- Sydney Mae Diaz como Swayze
- Tracy Letts como Jack
- Oliver Cooper es Elton[4]
- Bill Murray es el Doctor Peter Venkman
- Dan Aykroyd es el Doctor Raymond "Ray" Stantz
- Ernie Hudson es Winston Zeddemore
- Bob Gunton es El granjero fantasma (Egon Spengler)
- Sigourney Weaver es Dana Barrett
- Olivia Wilde como Gozer La Gozeriana.[5]
- J. K. Simmons como Ivo Shandor

Harold Ramis, quien interpretó al Dr. Egon Spengler en las dos primeras películas de la serie, murió en 2014 y aparece gracias a clips y fotos tomadas de esas películas.

## Producción
El 16 de enero de 2019, Entertainment Weekly reportó que Sony Pictures había estado trabajando secretamente en una secuela de la saga original de Los Cazafantasmas. La cinta está dirigida por Jason Reitman, y seguirá los eventos de las cintas originales de los años 80 dirigidas por su padre, Ivan Reitman y Dominique B.
Sony Pictures estableció el verano de 2020 como fecha estimada para esta nueva entrega en el universo de la franquicia y Jason Reitman aclaró que la película de 2016 con Kate McKinnon, Leslie Jones, Kristen Wiig y Melissa McCarthy no tendría ningún tipo de conexión con la suya.
Se confirmó el regreso de los actores de las películas anteriores: Dan Aykroyd, Ernie Hudson, Bill Murray, Sigourney Weaver y Annie Potts. Otro miembro del reparto original, Rick Moranis, que interpretaba el papel de Louis Tully, no estaría en la película de Jason Reitman, aunque sí confirmó en febrero de 2020 que estaría presente en la película Shrunk, de la saga iniciada por Honey, I Shrunk the Kids.
Harold Ramis, quien interpretaba al Dr. Egon Spengler, murió en 2014.

## Estreno
El 18 de enero de 2021, Sony Pictures anunció que la tercera parte de la saga de Los Cazafantasmas se estrenaría el 18 de julio de 2020. Sin embargo, el 31 de marzo de 2020, se informó que el estreno se retrasaría hasta el 5 de marzo de 2021 debido a la pandemia de COVID-19. Luego el estreno se pospuso hasta el 11 de junio de 2021 y luego se volvió a posponer hasta el 19 de noviembre de 2021.
Sony Pictures dio a conocer la nueva fecha de estreno en España: el 3 de diciembre de 2021.

## Recepción
Ghostbusters: Afterlife recibió reseñas generalmente positivas de parte de la crítica y de la audiencia. En el sitio web especializado Rotten Tomatoes, la película posee una aprobación de 63%, basada en 307 reseñas, con una calificación de 6.2/10 y con un consenso crítico que dice: "Ghostbusters: Afterlife cruza las corrientes entre el renacimiento de la franquicia y el ejercicio de la nostalgia -- y esta vez, la cacería en su mayoría se siente bien." De parte de la audiencia tiene una aprobación de 91%, basada en más de 10 000 votos, con una calificación de 4.4/5.
El sitio web Metacritic le dio a la película una puntuación de 45 de 100, basada en 47 reseñas, indicando "reseñas mixtas o promedio". Las audiencias encuestadas por CinemaScore le otorgaron a la película una "A-" en una escala de A+ a F, mientras que en el sitio IMDb los usuarios le asignaron una calificación de 7.1/10, sobre la base de 181 520 votos. En la página web FilmAffinity la cinta tiene una calificación de 6.2/10, basada en 8716 votos.

## Marketing
El mismo día en que se dio a conocer la noticia, Entertainment Weekly publicó un teaser tráiler en su canal de Youtube, donde deja mostrar un poco de la película.
- «Sony Pictures España». estrenó en su canal de Youtube, el 12 de mayo de 2020 el primer tráiler de Ghostbusters: Afterlife. Era el primer avance desde la publicación del teaser en 2019 donde se intuye que los eventos de la primera película Los Cazafantasmas, están conectados a la nueva dirigida por Jason Reitman.

- El 27 de julio de 2021 «Sony Pictures España»., lanza el segundo tráiler de Ghostbusters: Afterlife. En este tráiler se muestra por sorpresa a Janine Melnitz.

- El 18 de octubre de 2021 «Sony Pictures UK»., estrenó en su canal de Youtube el nuevo tráiler de Ghostbusters: Afterlife. En esta ocasión se mezcla más contenido visto en los anteriores, con poco material nuevo.

- El 9 de noviembre de 2021 «Sony Pictures UK»., estrenó en su canal el tráiler final de Ghostbusters: Afterlife.